# 阿蘭達蒂·羅伊
阿蘭達蒂·羅伊（英語：Arundhati Roy；1961年11月24日—），或译阿蘭達蒂·洛伊，是一名印度知名作家、社會運動人士及左派知識份子。

## 生平
出生在印度東北部梅加拉亞邦首府西隆，之後隨著母親遷往喀拉拉邦，在此成長。2010年，访问毛派游击区，写下《与同志同行》。

## 主要作品
- 《微物之神》（The God of Small Things）：1997年，該作获布克獎。
- 《生存的代價》（The Cost of Living）
- 《動力政治》（Power Politics）
- 《戰爭絮語》（War Talk）
- 法文版的《賓拉登：美國家庭的秘辛》（Ben Laden secret de famille de l'Amerique）
- 《極樂之邦》（The Ministry of Utmost Happiness）

中译本：
- 吳美真/翻譯，《微物之神》，台北：天下文化，1998年。
- 廖月娟/翻譯，《極樂之邦》，台北：天下文化，2017年。

## 相关研究
- 熊唯甯，〈《微物之神》中的暴力〉，中正大學比較文學研究所碩士論文，2003年。
- 陳柏慧，〈愛與創作：阿蘭達蒂·洛伊的《微物之神》〉，中山大學外國語文學系研究所碩士論文，2007年。
- 孫筱菁，〈重組微物：阿蘭達蒂·洛伊《微物之神》中的地方和生活空間〉，中山大學外國語文學系研究所，2009年。
- 莊淵智，〈種姓、創傷與愛的政治：阿蘭達蒂·洛伊的《微物之神》〉，成功大學外國語文學系碩士論文，2010年。